# Menétrux-en-Joux
Menétrux-en-Joux ([menetʁy ɑ̃ ʒu] ; aussi Ménétrux-en-Joux) est une commune française située dans le département du Jura, dans la région culturelle et historique de Franche-Comté et la région administrative Bourgogne-Franche-Comté.

## Blason

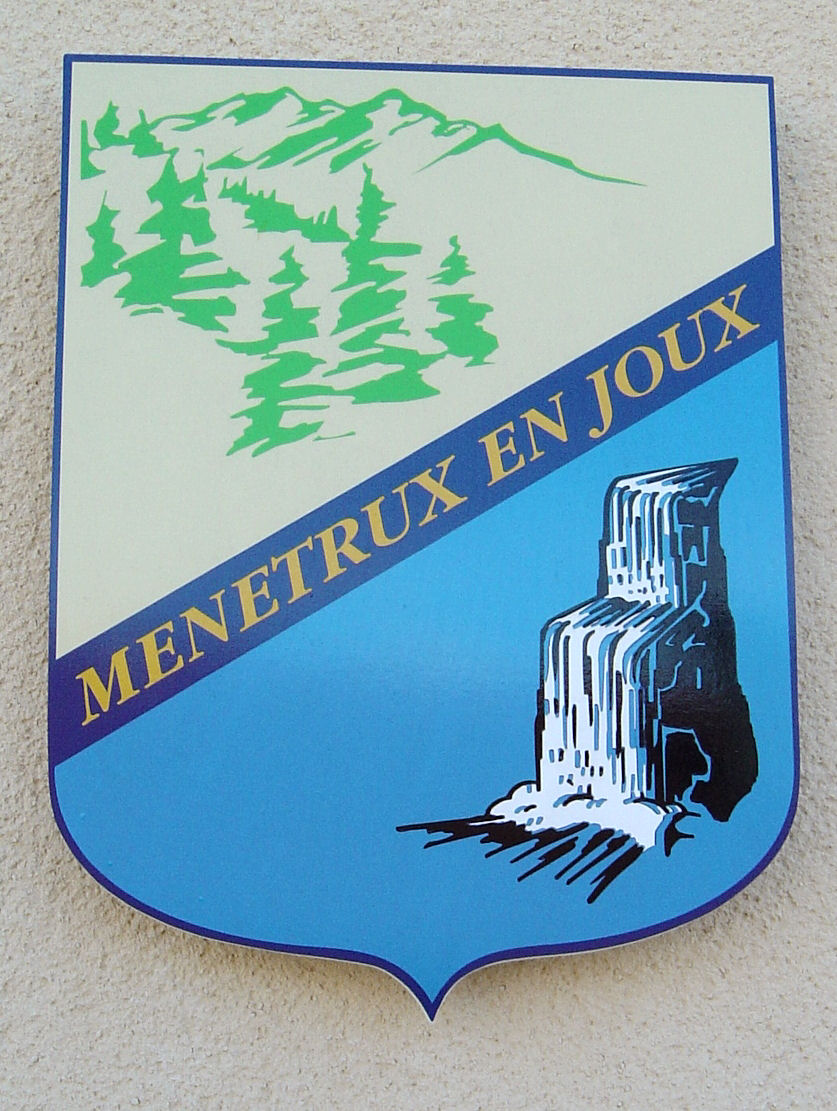
Blason de Menétrux-en-Joux

De création récente, il représente en bas à droite, la plus belle des cascades du Hérisson, l'Éventail, et en haut un paysage de monts et de sapins verts.

## Géographie
Le village se compose du bourg et de trois hameaux : la Fruitière à 1,4 km sur le plateau, le Val-Dessus et le Val-Dessous situés au fond de la vallée du Hérisson.

### Climat
Pour des articles plus généraux, voir Climat de la Bourgogne-Franche-Comté et Climat du département du Jura.
En 2010, le climat de la commune est de type climat de montagne, selon une étude du Centre national de la recherche scientifique s'appuyant sur une série de données couvrant la période 1971-2000. En 2020, Météo-France publie une typologie des climats de la France métropolitaine dans laquelle la commune est dans une zone de transition entre le climat semi-continental et le climat de montagne et est dans la région climatique  Jura, caractérisée par une forte pluviométrie en toutes saisons (1 000 à 1 500 mm/an), des hivers rigoureux et un ensoleillement médiocre. 
Pour la période 1971-2000, la température annuelle moyenne est de 8,4 °C, avec une amplitude thermique annuelle de 16,3 °C. Le cumul annuel moyen de précipitations est de 1 718 mm, avec 12,9 jours de précipitations en janvier et 10,1 jours en juillet. Pour la période 1991-2020, la température moyenne annuelle observée sur la station météorologique de Météo-France la plus proche, « Cogna », sur la commune de Cogna à 7 km à vol d'oiseau, est de 10,8 °C et le cumul annuel moyen de précipitations est de 1 557,5 mm. 
La température maximale relevée sur cette station est de 39 °C, atteinte le 12 août 2003 ; la température minimale est de −18,5 °C, atteinte le 6 février 2012,,. 
Les paramètres climatiques de la commune ont été estimés pour le milieu du siècle (2041-2070) selon différents scénarios d'émission de gaz à effet de serre à partir des nouvelles projections climatiques de référence DRIAS-2020. Ils sont consultables sur un site dédié publié par Météo-France en novembre 2022.

## Urbanisme

### Typologie
Au 1er janvier 2024, Menétrux-en-Joux est catégorisée commune rurale à habitat très dispersé, selon la nouvelle grille communale de densité à sept niveaux définie par l'Insee en 2022.
Elle est située hors unité urbaine et hors attraction des villes,.

### Occupation des sols
L'occupation des sols de la commune, telle qu'elle ressort de la base de données européenne d’occupation biophysique des sols Corine Land Cover (CLC), est marquée par l'importance des forêts et milieux semi-naturels (81,3 % en 2018), une proportion identique à celle de 1990 (81,3 %). La répartition détaillée en 2018 est la suivante : 
forêts (81,3 %), zones agricoles hétérogènes (8 %), prairies (4,4 %), zones humides intérieures (3,6 %), eaux continentales (2,6 %). L'évolution de l’occupation des sols de la commune et de ses infrastructures peut être observée sur les différentes représentations cartographiques du territoire : la carte de Cassini (XVIIIe siècle), la carte d'état-major (1820-1866) et les cartes ou photos aériennes de l'IGN pour la période actuelle (1950 à aujourd'hui).

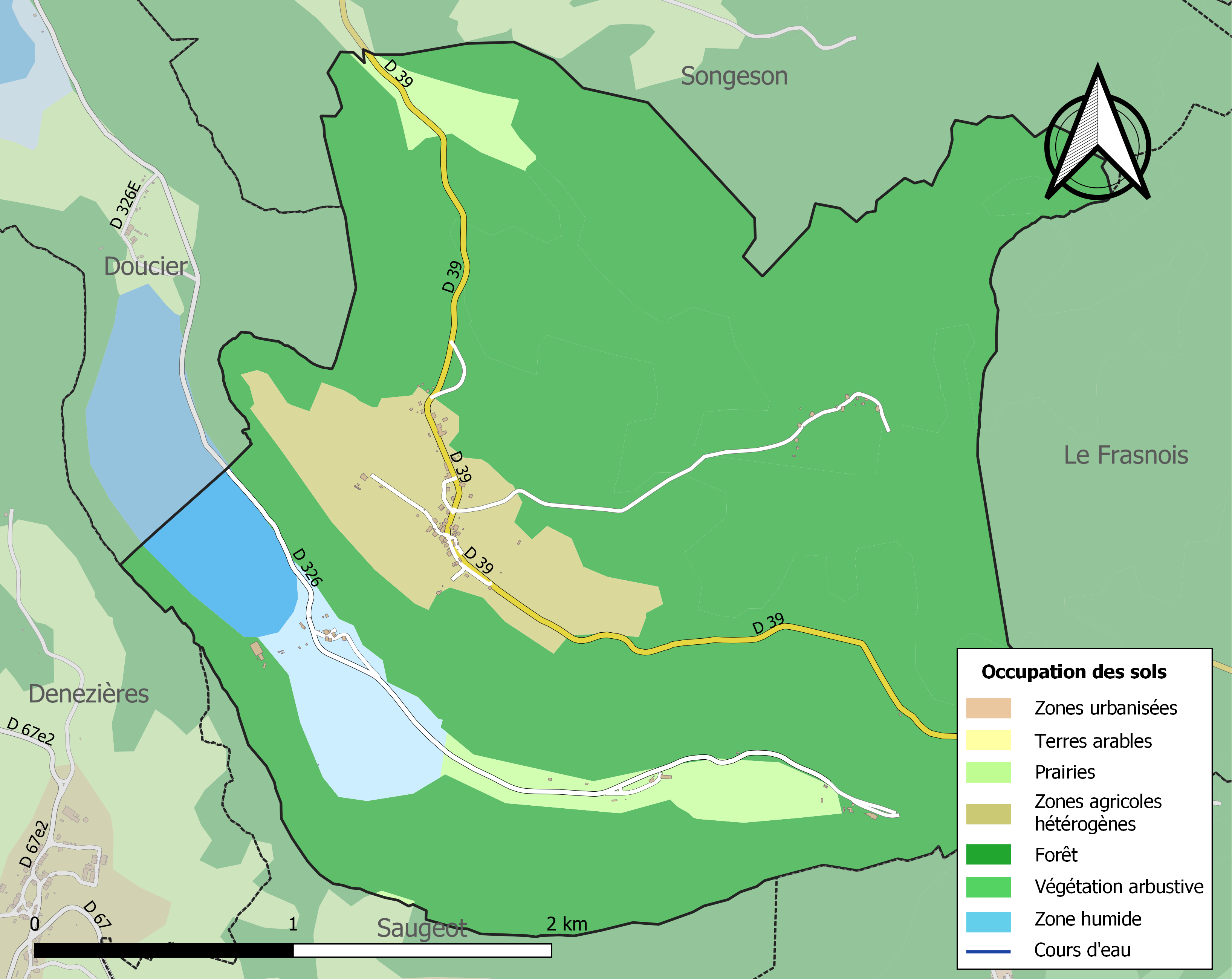
Carte des infrastructures et de l'occupation des sols de la commune en 2018 (CLC).

## Toponymie
Le nom de Menétrux-en-Joux vient du latin « monasterium », ou plutôt de son dérivé « monasteriolum » (« petit monastère ») car on prétend qu'il en existait un sur une île au milieu du lac du Val (cela parait cependant peu crédible, le monastère se serait situé plutôt à côté de l'actuelle chapelle ; sur ses ruines, on aurait construit la grosse maison qui existe encore de nos jours, bâtie par la famille Roux au XVIIe siècle)
On trouvait également le nom du village sous les formes de : Monestru, Menestrux, Ministrelis. Le nom du village ne commence à apparaître dans les chartes qu'à partir du XIIe siècle. Des vestiges de tumulus ont été mentionnés par Louis Abel Girardot. Ils sont situés sur le plateau, au lieu-dit « sur la Côte », au sommet d'une petite colline qui domine le village à l'aplomb de la chapelle et de la mairie. Ces tumuli qui étaient encore visibles il y a quelques années au milieu du pâturage, ont été détruits pour les besoins agricoles.

## Histoire
Les deux hameaux du Val formaient autrefois une commune indépendante sous le nom des Vaux de Chambly ; le dictionnaire Rousset des communes du Jura indique que la commune des Vaux-de-Chambly a été réunie à celle de Chambly le 13 juin 1815 et à Menétrux-en-Joux 12 décembre 1821. La commune de Chambly et celle de Collondon ont été réunies à Doucier en 1821.
Avant la Révolution, les Vaux dépendent de la paroisse de Doucier. Les villages de Chambly et de Collondon (églises placées sous les vocables de saint Joseph et de la sainte Vierge) devenus communes sont rattachés à Doucier : en 1816 pour Collondon, en 1822 pour Chambly, Menétrux-en-Joux dépend de la paroisse de Songeson (vocable saint Georges) Tous dépendent du bailliage de Poligny.
Le Val Dessus et le Val Dessous : aujourd'hui sont célèbres dans tous les guides touristiques car ils sont un passage obligé pour accéder aux magnifiques cascades du Hérisson et aux lacs du Val et de Chambly, ainsi qu'au parc animalier d'Héria.
Menétrux dépendait en toute justice de la seigneurie de Châtelneuf, propriété indivise entre les religieux de Balerne et les Princes de la Maison de Chalon. En 1588, il n'y avait à Menétrux que huit maisons, possédées par les familles Roux, Coiffier, Ramboz, et Richard.
Il n'est donc guère étonnant que l'on rencontre autant de Roux et Richard dans les listes généalogiques concernant cette région. La famille Roux était la plus nombreuse et la plus riche. Rolin Roux était devenu tabellion (c’est-à-dire un officier public qui remplissait les fonctions de notaire) de la châtellenie de Châtelneuf ; il obtint successivement différentes faveurs de Hugues de Chalon et de Jean de Loulle, abbé de Balerne, telles que celles d'avoir un four particulier, d'aller moudre dans tels moulins qui lui conviendrait, de chasser, de pêcher, d'exercer des droits d'usage dans les forêts, etc.
Ses descendants augmentèrent encore en fortune et en considération, par leurs bonnes alliances, en sorte qu'ils étaient regardés comme les seigneurs du village. Ils avaient entre autres une maison avec tour féodale, et une chapelle à côté, bâtie en 1664. D'autres branches de la famille demeuraient agriculteurs ou forgeron.

## Politique et administration
| Période | Période  | Identité        | Étiquette | Qualité                 |
| ------- | -------- | --------------- | --------- | ----------------------- |
| 1959    | 1995     | Gaston Janier   | SE        | Chef d'Entreprise       |
| 2001    | 2014     | Lucette Guidoni | SE        | Enseignante             |
| 2014    | 2020     | Aline Heimlich  | SE        | Chef d'Entreprise       |
| 2020    | En cours | Anne Dufour     | SE        | Juriste en droit social |

## Démographie
L'évolution du nombre d'habitants est connue à travers les recensements de la population effectués dans la commune depuis 1793. Pour les communes de moins de 10 000 habitants, une enquête de recensement portant sur toute la population est réalisée tous les cinq ans, les populations de référence des années intermédiaires étant quant à elles estimées par interpolation ou extrapolation. Pour la commune, le premier recensement exhaustif entrant dans le cadre du nouveau dispositif a été réalisé en 2006.

En 2022, la commune comptait 74 habitants, en évolution de +32,14 % par rapport à 2016 (Jura : −0,81 %, France hors Mayotte : +2,11 %).
| 1793 | 1800 | 1806 | 1821 | 1831 | 1836 | 1841 | 1846 | 1851 |
| ---- | ---- | ---- | ---- | ---- | ---- | ---- | ---- | ---- |
| 150  | 140  | 143  | 135  | 216  | 210  | 221  | 229  | 224  |

| 1856 | 1861 | 1866 | 1872 | 1876 | 1881 | 1886 | 1891 | 1896 |
| ---- | ---- | ---- | ---- | ---- | ---- | ---- | ---- | ---- |
| 200  | 186  | 183  | 148  | 144  | 143  | 133  | 131  | 129  |

| 1901 | 1906 | 1911 | 1921 | 1926 | 1931 | 1936 | 1946 | 1954 |
| ---- | ---- | ---- | ---- | ---- | ---- | ---- | ---- | ---- |
| 121  | 106  | 100  | 106  | 94   | 94   | 83   | 94   | 83   |

| 1962 | 1968 | 1975 | 1982 | 1990 | 1999 | 2006 | 2011 | 2016 |
| ---- | ---- | ---- | ---- | ---- | ---- | ---- | ---- | ---- |
| 69   | 76   | 73   | 43   | 38   | 47   | 46   | 59   | 56   |

| 2021 | 2022 | - | - | - | - | - | - | - |
| ---- | ---- | - | - | - | - | - | - | - |
| 67   | 74   | - | - | - | - | - | - | - |

## Économie
Un camping petite restauration souvenir au pied des cascades.
Un parc animalier avec élevage de bisons et d'aurochs dans la vallée.
Une ferme pédagogique concert halte camping car au village. Une entreprise forestière, plusieurs locations saisonnières.

## Lieux et monuments
Une chapelle castrale, datée de 1664, avec clocher-porche, est située sur la place du village (place Lacuzon) à côté de la mairie. Elle est couverte de « laves » (dalles de pierre plates appelées lauzes dans d'autres régions). Elle a été restaurée il y a quelques années.
Quelques maisons dont la construction date du XVIe siècle arborent une architecture remarquable (linteaux)
La rivière le Hérisson et les lacs, entre Ilay et Doucier, juste au-dessous du village de Menétrux-en-Joux, sont un but de promenade. La rivière, qui présente une succession de cascades qui dégringolent sur les marches d'une sorte d'escalier rocheux, s'étire sur 3,6 km dans un site boisé plein de fraîcheur. Elle prend naissance à 805 mètres d'altitude tout près du lac d'Ilay, alimenté par ses résurgences et le trop plein du lac de Bonlieu tout proche et finit par se jeter dans l'Ain à 444 m en dessous de Chatillon à la Combe de la Fin.
Autrefois, de nombreux moulins et martinets (forges avec marteaux-pilons actionnés par la force de l'eau) jalonnaient le cours du Hérisson. Les deux plus belles chutes sont celle de l'Éventail (65 mètres) et du grand Saut (60 mètres, appelé aussi « Queue de cheval »). La première cascade en partant du haut est située près du hameau d'Ilay et s'appelle le Saut Girard, puis l'on peut voir près du hameau de la Fromagerie les ruines du moulin Jeunet et un peu plus loin le Saut de la Forge ; puis l'on découvre le Saut du Château Garnier, la magnifique vasque du Gour Bleu avec ses marmites de géant. Tout près de là se trouve la grotte Lacuzon (appelée aussi le Grand Cellier) et la « merveille des merveilles », l'Éventail, la plus majestueuse de toutes, à découvrir aussi pour une vue quasi aérienne depuis le belvédère situé sur la route de Menétrux à Ilay.
Après ce parcours mouvementé de 3,6 km et sur 280 mètres de dénivelé, la rivière s'apaise enfin et coule paisiblement au milieu des prés et des marais du Val de Chambly, en longeant les minuscules hameaux du Val-Dessus et du Val-Dessous.
Le Hérisson alimente successivement le superbe lac du Val à la belle couleur d'un vert changeant et à la réputation dangereuse (tourbillons..) puis le petit lac de Chambly tout bleu (propriété privée).Ces lacs sont comme de véritables perles enchâssées entre les côtes rocheuses et boisées de la vallée ; ils ont été formées par les dépôts de moraines à la suite du déplacement des glaciers.